# 2.º governo do Vintismo
O 2.º governo do Vintismo foi nomeado a 7 de Setembro de 1821 e exonerado a 27 de Maio de 1823 por ocasião da Vilafrancada.
A sua constituição era a seguinte:
| Cargo                                                                                      | Detentor                                  | Período                                       |
| ------------------------------------------------------------------------------------------ | ----------------------------------------- | --------------------------------------------- |
| Ministro e Secretário de Estado dos Negócios do Reino                                      | Filipe Ferreira de Araújo e Castro        | 7 de Setembro de 1821 a 27 de Maio de 1823    |
| Ministro e Secretário de Estado dos Negócios da Justiça, Eclesiásticos e Segurança Pública | José da Silva Carvalho                    | 7 de Setembro de 1821 a 27 de Maio de 1823    |
| Ministro e Secretário de Estado dos Negócios da Fazenda                                    | José Inácio da Costa                      | 7 de Setembro de 1821 a 27 de Maio de 1823    |
| Ministro e Secretário de Estado dos Negócios da Guerra                                     | Manuel Inácio Martins Pamplona Corte Real | 7 de Setembro de 1821 a 13 de Outubro de 1821 |
| Ministro e Secretário de Estado dos Negócios da Guerra                                     | Cândido José Xavier                       | 13 de Outubro de 1821 a 27 de Maio de 1823    |
| Ministro e Secretário de Estado dos Negócios Estrangeiros                                  | Silvestre Pinheiro Ferreira               | 7 de Setembro de 1821 a 27 de Maio de 1823    |

## Galeria

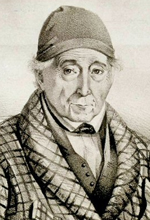
Filipe Ferreira de Araújo e Castro, ministro e secretário de Estado dos Negócios do Reino
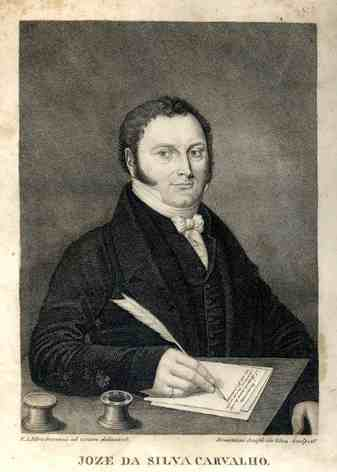
José da Silva Carvalho, ministro e secretário de Estado dos Negócios da Justiça, Eclesiásticos e Segurança Pública
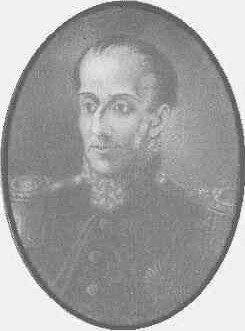
Cândido José Xavier, ministro e secretário de Estado dos Negócios da Guerra(out. 1821–mai. 1823)
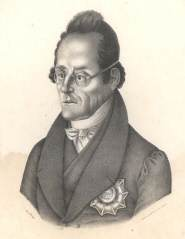
Silvestre Pinheiro Ferreira, ministro e secretário de Estado dos Negócios Estrangeiros